# Hydropsyche sabronensis
Hydropsyche sabronensis là một loài Trichoptera trong họ Hydropsychidae. Chúng phân bố ở miền Australasia.